# Tatjana Ohm
Tatjana Ohm (* 9. November 1969 in West-Berlin) ist eine deutsch-bosnische Fernsehmoderatorin und Korrespondentin.

## Leben und Wirken
Ohm wurde in West-Berlin als Tochter einer Bosnierin und eines Deutschen geboren. Sie wuchs bis zu ihrer Einschulung abwechselnd bei ihrer Großmutter in Zenica in Bosnien und ab 1976 in Berlin-Buckow auf. Ihre Schulzeit verbrachte sie in Berlin und begann eine Ausbildung zur Reiseverkehrskauffrau in einem Reisebüro in Berlin-Neukölln. Nach Ausbruch des Bosnienkriegs engagierte sie sich ab 1992 mit ihren Eltern in einem bosnischen Verein, der Flüchtlinge aus dem Kriegsgebiet in Berlin in Empfang nahm.
Ohm absolvierte von 1992 bis 1993 ein Volontariat unter anderem für die Fernsehsender RTL und VOX. Ab 1994 arbeitete sie für ein halbes Jahr beim Deutschen Konvoi – Ökumenisches Netz in Mostar und Zentralbosnien. Sie übernahm bis 1995 die Stelle der Studioleiterin in Frankfurt am Main für das redaktionsbüro. Von 1995 bis 1998 war Ohm Korrespondentin in Warschau und leistete Berichterstattung unter anderem für die Fernsehsender MDR, Sat.1 und RTL. Als Chefin vom Dienst arbeitete sie 1998 und 1999 bei den Sat.1-Produktionen Blitz und Blitzlicht. Ohm war von 1999 bis 2002 Sat.1-Korrespondentin in Singapur in Südostasien und berichtete unter anderem aus den Krisengebieten in Indonesien und auf den Philippinen, im Jahre 2001 aus Pakistan sowie Afghanistan.
2002 wurde Ohm Moderatorin beim Nachrichtensender N24 (heute Welt). Sie moderiert dort die WELT Nachrichten. Seit Februar 2011 ist sie Chefmoderatorin des Senders. Im März 2021 wurden Ohm und Jan Philipp Burgard zu Mitgliedern der Chefredaktion ernannt. Seit dem russischen Überfall auf die Ukraine 2022 berichtete Ohm wiederholt aus der Ukraine, ab Oktober 2023 aus Aschkelon.